# Mukhabarat el-Jamahiriya
Mukhabarat el-Jamahiriya (em árabe: مخابرات الجماهيرية)  (Inteligência da Jamahiriya) foi o serviço de inteligência nacional da Líbia sob Muammar al-Gaddafi. Durante a Guerra Civil Líbia de 2011, o diretor da agência Abuzed Omar Dorda foi capturado por forças anti-Gaddafi, e muitas das funções da agência foram interrompidas ou usurpadas, como resultado do conflito.

## Operações
A Mukhabarat el-Jamahiriya supostamente mantinha a sociedade líbia sob vigilância, impedindo até mesmo manifestações abertas [carece de fontes?]. Também realizava assassinatos e espionagem contra os dissidentes líbios que vivam no exterior [carece de fontes?] e também se infiltrou no exército e na oposição líbia para abortar tentativas de golpes militares contra o Governo Gaddafi [carece de fontes?].
É de conhecimento público [carece de fontes?] ter realizado estas três operações contra o Ocidente:
- Ataque à discoteca de Berlim em 1986 - Em 5 de abril de 1986, agentes líbios detonaram uma bomba numa discoteca popular frequentada por soldados dos EUA em Berlim Ocidental, matando três soldados, uma mulher turca, e ferindo 50 soldados e 180 civis.
- Pan Am Flight 103 - Em 21 de dezembro de 1988, agentes líbios detonaram uma bomba a bordo de um jato da Pan American Airlines sobre Lockerbie, na Escócia. Um total de 270 pessoas morreram, onze delas no chão. Esta foi uma retaliação ao apoio britânico aos Estados Unidos durante os ataques aéreos sobre a Líbia. [carece de fontes?]
- Voo UTA 772 - Em 19 de setembro de 1989, agentes líbios detonaram uma bomba a bordo de um avião francês, pouco depois de decolar do Aeroporto Internacional de N'Djamena, matando todas as 170 pessoas a bordo. O ataque foi em represália ao apoio francês ao Chade durante o Conflito Chade-Líbia. [carece de fontes?]